# أرتفيوس
أرتفيوس هو كاتب يُنسب إليه عدد من النصوص الخيميائية. على الرغم من أن جذور النصوص غير واضحة وهوية مؤلفها غامضة، فإن بعضها على الأقل من أصل عربي. تم تسميته كمؤلف للعديد من الكتب، مثل: كسارات الذكر (Ars sintrillia)، الحكمة الرئيسة (Clavis sapientiae)، المفتاح لمزيد من الحكمة (Clavis maioris sapientiae)، أسرار الانفتاح (Liber Secretus).

## حيرة حول الهوية
الكتب المنحولة الخيميائية تجعل من الصعب تحديد مَن كان أرتفيوس أو مَن يحتمل أن يكون أرتفيوس التاريخي. تظل هويته سؤالًا مفتوحًا. نظرًا لاحترام روجر باكون وذكره للكتاب السري لأرتفيوس عدة مرات، فإن كتابات أرتفيوس يرجع تاريخها إلى حوالي عام 1150. خلط المؤلف رسترو دريزو، بين أورفيوس وأرتفيوس في كتابه تكوين العالم، في عام 1282. كان هذا الخطأ بسبب خطأ في الترجمة، حيث كانت الكتابة في اللغة العربية لأورفيوس وأرتيفيوس متشابهة لحد ما. أعطانا خطأ النسخ هذا «أرتفيوس»، وهو خيميائي ليس له شخصية تاريخية.
كما ذُكرَت أخطاء كثيرة حول تعريف أرتفيوس مثل أنه اعتنق اليهودية، أو أنه بليناس الحكيم، أو ستيفانوس الإسكندري، أو الطغرائي، أو ابن أوميل. يؤكد اكتشاف نسخة من القرن الثالث عشر/الرابع عشر من كتاب مفتاح الحكمة (Clavis Sapientia) أن النص قد كتب لأول مرة باللغة العربية على يد مؤلف مسلم.

## الإرث
كان مفهوم عصر النهضة يُسلِّم بأن أرتفيوس قد وُلِد في القرن الأول أو الثاني وتوفي في القرن الثاني عشر، وذلك بفضل اكتشافه الإكسير الخيميائي الذي جعل من الممكن إطالة العمر. في كتابه السري، يدعي أرتفيوس بالفعل أن عمره أكثر من ألف عام.
في الأشكال المطبوعة، أصبحَت الأعمال المنسوبة إلى أرتفيوس معروفة جيدًا في القرن السابع عشر. طُبع عمل المحاميدي مفتاح حكمة أعظم (Artefii clavis majoris sapientiae) في باريس عام 1609. ظهر لاحقًا في المجلد الرابع من كيمياء المسرح (Theatrum Chemicum)، الذي طُبع في الأصل عام 1613. ثم في عام 1624، قام إيرينيوس أوراندوس بتوفير ترجمة إنجليزية للكتاب السري. النسخ اللاتينية من مفتاح الحكمة (Clavis Sapentia) مختصرة للغاية وتفتقر إلى الرسوم البيانية الأصلية الموجودة في النص العربي.